# Pfarrkirchen
Pfarrkirchen (pronunciación en alemán: /p͡faʁˈkɪʁçn̩/ⓘ) es una ciudad situada en el distrito de Rottal-Inn, en el estado federado de Baviera (Alemania). Tiene una población estimada, a fines de marzo de 2024, de 13 175 habitantes.